# O Enredo do Abelleiro

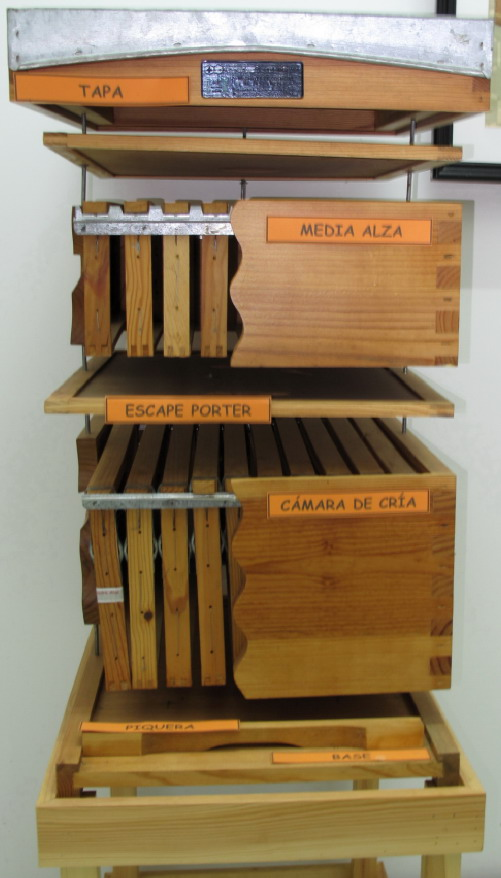

El Enredo del Apicultor, también llamado Museo Vivo de la Miel, es un museo gallego centrado en la miel y la apicultura. Fundado por Isidro Pardo Varela, está situado en la parroquia de Dombodán (Arzúa).

## Características
El museo muestra la apicultura tradicional y moderna en un entorno natural y, además, tanto los productos obtenidos de las abejas (miel, jalea real, polen, propóleo, cera ) como los productos derivados: caramelos, miel con gelatina, jabones, cremas de manos y faciales, bálsamos labiales.
En su parte exterior está formado por un apiario moderno, un apiario tradicional y un jardín botánico en el que se fomenta la polinización gracias a la presencia de varias especies autóctonas productoras de miel.

En su interior, a la vista del público, las salas de extracción, decantación y envasado, junto con el laboratorio, permiten seguir todos los procesos que se llevan a cabo en la apicultura moderna.

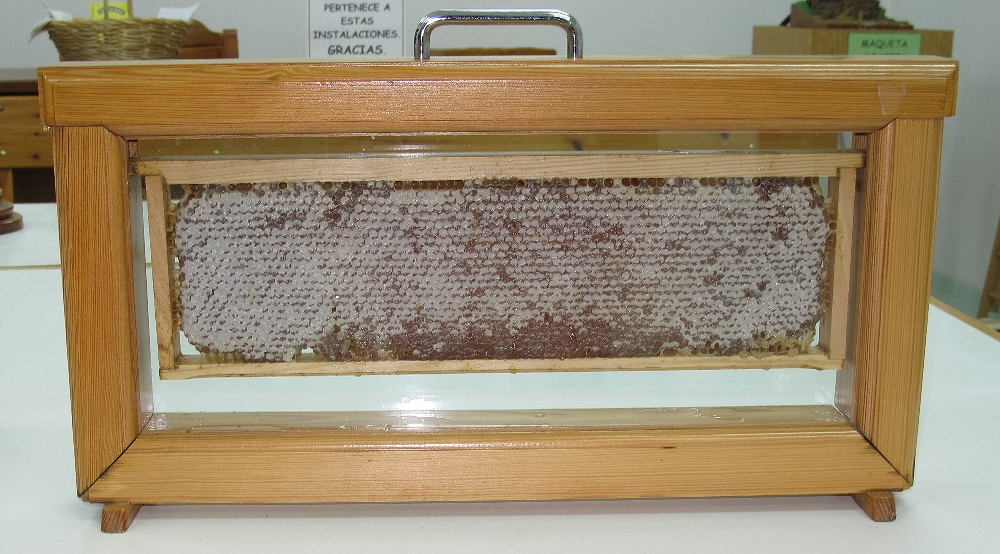
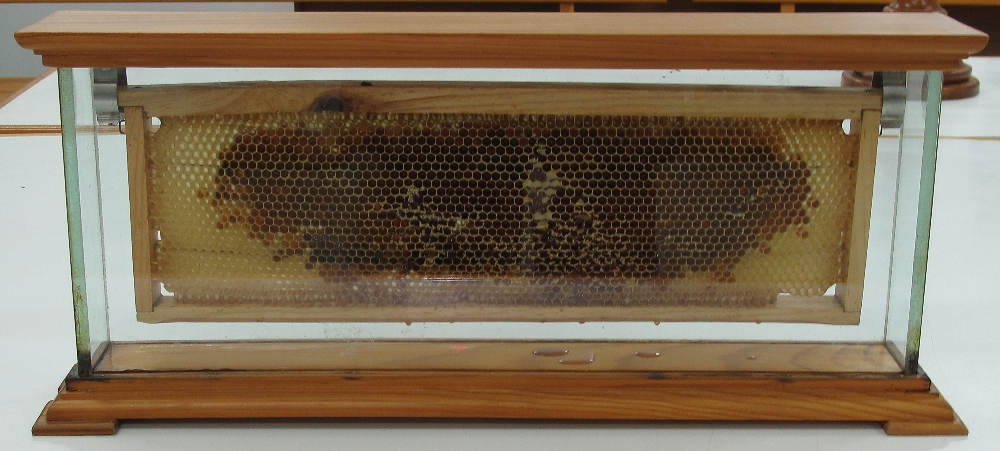